# آنوبیاس
آنوبیاس (Anubias)، نام سرده ای از گیاهان گلدار آبزی و نیمه آبزی از خانواده گل‌شیپوریان است که بومی مناطق گرمسیری مرکز و غرب آفریقا است. آنها عمدتاً در رودخانه ها و نهرها رشد می کنند، اما می توان آنها را در مرداب ها نیز پیدا کرد. مشخصه اصلی آنها برگهای پهن، ضخیم و تیره است که به اشکال مختلفی وجود دارد. دسته بندی این جنس در سال ۱۹۷۹ تجدید نظر شد  و از آن زمان نامگذاری آن ثابت بوده است. با استفاده از ویژگی های گل آذین هر گونه می توان آن را از سایر گونه ها تشخیص داد. از آنجاییکه این گیاه اغلب مکان‌های پر سایه‌ را ترجیح داده و د در محل سایه دار این گیاهان بهتر رشد می‌کنند، به همین دلیل نام این جنس از نام خدای مصری آنوبیس، خدای زندگی پس از مرگ، گرفته و نامگذاری شده است.  این جنس برای اولین بار در سال ۱۸۵۷ توسط هاینریش ویلهلم شات با گونه  آنوبیاس آفزلی به عنوان گونه نماد آن توصیف شده است. 

## تکثیر و استفاده
از آنوبیاس، به ویژه واریته های مختلف آنوبیاس بارتری،  معمولاً در آکواریوم ها استفاده می شود، معمولاً توسط نخ و جدیداً به‌وسیلهٔ چسب‌های مخصوص به سنگ ها یا کف آکواریوم متصل می شوند. برخلاف اکثر گیاهان، آنوبیاس ها عموماً نور کم را ترجیح می دهند و همچنین می توانند در زیر آب گل تولید کنند. در آکواریوم آنها باید در قسمتهای پایینی و مناطق سایه دار قرار گیرند، در غیر این صورت جلبک ها روی برگ های گیاه رشد می کنند.
بسیاری از آکواریومیست ها  آنوبیاس را به‌دلیل نیاز آنها به نور و مواد مغذی بسیار کم و همچنین به دلیل اینکه ماهی های گیاهخوار آنها را نمی خورند (به استثنای چند مورد)، یکی از ساده ترین گیاهان برای نگهداری می دانند. به همین دلیل ذکر شده در بالا  آنوبیاس ها از معدود گیاهانی هستند که می توانند در آکواریوم هایی که سیچلایدهای آفریقایی و ماهی قرمز دارند، استفاده شوند.
سرعت رشد طبیعی همه گونه ها در این جنس نسبتاً آهسته است. معمولاً هر ۳ هفته یک برگ یا حتی کندتر تولید می کنند. و تصور می شد آنوبیاس‌ها جزو معدود گیاهانی هستند که به افزودن CO 2 به آب واکنش زیادی بروز نمیدهند و ازدسته گیاهانی هستند که مواد مغذی را با ریشه خود آب دریافت میکنند.

## گونه ها و واریته ها
آنوبیاس آفزلی
- آنوبیاس با برگ‌های باریک و اندازه متوسط
- خصوصیات: گیاهی با ساقه رونده
- ساقه برگ: تا ۲۰ سانتی متر
- برگ: ۱۳-۳۵ سانتی متر طول، ۳-۱۳ سانتی متر عرض
- ارتفاع در آکواریوم: ۲۵ تا ۳۰ سانتی متر

شرایط مناسب:
- دما: ۲۲ - ۲۸ درجه سانتی گراد
- pH: ۶٫۰ - ۷٫۰
- سختی آب: ۲ dGH - ۶ dGH
- موقعیت در آکواریوم: وسط به پشت
- سرعت رشد معمول: هر ۲ ماه یک برگ

آنوبیاس بارتری
واریته های رایج آنوبیاس بارتری:
آنوبیاس بارتری آنگوستیفولیا
- مترادف: آنوبیاس لنسولاتا
- برگ های باریک، شبیه به آآفزلی، اما بسیار کوچکتر
- ساقه برگ: تا ۳۲ سانتی متر
- برگ: تا ۱۸ سانتی متر طول، تا ۳٫۵ سانتی متر عرض
- ارتفاع در آکواریوم: ۱۰-۱۵ سانتی متر

شرایط مناسب:
- دما: ۲۰ - ۲۷ درجه سانتی گراد
- pH: ۵٫۵ - ۸٫۰
- سختی آب: < ۸ dGH
- موقعیت در آکواریوم: وسط
- سرعت رشد معمول: هر ۲ ماه یک برگ

آنوبیاس بارتری
- آنوبیاس‌های فشرده و قلبی شکل
- ساقه برگ: تا ۲۳ سانتی متر
- برگ: ۷-۲۳ سانتی متر طول، ۴-۱۱ سانتی متر عرض
- ارتفاع در آکواریوم: ۲۵ تا ۴۵ سانتی متر

شرایط مناسب:
- دما: ۲۰ - ۲۷ درجه سانتی گراد
- pH: ۵٫۵ - ۹٫۰
- سختی آب: < ۲۰ dGH
- موقعیت در آکواریوم: پشت
- سرعت رشد معمولی: هر ۳ ماه یک برگ

آنوبیاس بارتری کالادیفولیا
- آنوبیاس های قلبی شکل
- ساقه برگ: تا ۵۴ سانتی متر
- برگ: ۱۰-۲۳ سانتی متر طول، ۵-۱۴ سانتی متر عرض
- ارتفاع در آکواریوم: ۷ تا ۳۰ سانتی متر

شرایط مناسب:
- دما: ۲۰ - ۲۷ درجه سانتی گراد
- pH: ۵٫۵ - ۸٫۰
- سختی آب: < ۲۰ dGH
- موقعیت در آکواریوم: وسط به پشت
- سرعت رشد معمول: هر ۲ ماه یک برگ

آنوبیاس بارتری گلابرا
- مترادف: آنوبیاس لانسلاتای قهوه، آنوبیاس مینیما شوالیه
- آنوبیاس‌های باریک برگ و بزرگ
- ساقه برگ: تا ۳۵ سانتی متر طول
- برگها: نیزه ای شکل تا ۲۱ عدد طول ۹ سانتی متر سانتی متر عرض
- ارتفاع در آکواریوم: ۳۰ تا ۵۰ سانتی متر

شرایط مناسب:
- دما: ۲۲ - ۲۷ درجه سانتی گراد
- pH: ۵٫۵ - ۸٫۰
- سختی آب: < ۲۰ dGH
- موقعیت در آکواریوم: پشت
- سرعت رشد معمولی: ۴ تا ۸ برگ در سال

آنوبیاس بارتری نانا
- مترادف: آنوبیاس نانا انگلر
- کوتوله، خزنده، با برگ های قلبی شکل
- ساقه برگ: تا ۵ عدد سانتی متر طول
- برگ: تا ۶ سانتی متر طول و ۳ سانتی متر عرض
- ارتفاع در آکواریوم: ۵ تا ۱۰ سانتی متر

شرایط مناسب:
- دما: ۲۲ - ۲۷ درجه سانتی گراد
- pH: ۵٫۵ - ۹٫۰
- سختی آب: ۳ - ۱۰ dGH
- موقعیت در آکواریوم: جلو
- سرعت رشد معمولی: هر ماه یک برگ

آنوبیاس غول‌پیکر
- مترادف: آنوبیاس غول‌پیکر شوالیه،، آنوبیاس روبوستا انگلر
- برگ های پیکانی شکل بزرگ
- ساقه برگ: تا ۸۳ سانتی متر طول
- برگ: تا ۳۰ سانتی متر طول و ۱۴ سانتی متر عرض، با لوب های جانبی بزرگ تا ۲۸ طول و ۱۰ سانتی متر سانتی متر عرض
- به ندرت در آکواریوم استفاده می شود

آنوبیاس ژیلتی
- در ابتدا به شکل قلب، بعداً با حاشیه های بلند عقب
- ساقه برگ: تا ۴۰ سانتی متر
- برگ: پیکانی شکل، ۲۵ سانتی متر طول، ۱۲-۱۳ سانتی متر عرض، لوب های جانبی تا ۱۳ سانتی متر طول
- ارتفاع در آکواریوم: ۲۵ تا ۴۰ سانتی متر

شرایط مناسب:
- دما: ۲۲ - ۲۷ درجه سانتی گراد
- pH: ۶٫۰ - ۸٫۰
- سختی آب: ۴ - ۱۰ dGH
- موقعیت در آکواریوم: پشت
- سرعت رشد معمولی: ۲ تا ۶ برگ در سال

آنوبیاس گراسیلیز
- این که آیا این یک گونه جداگانه یا گونه دیگری از آنوبیاس بارتری است فعلاً نامشخص است [۳]
- ساقه برگ: تا ۳۳ سانتی متر
- برگ: مثلثی شکل قلب، ۱۲ سانتی متر طول، ۴-۱۰ عرض سانتی متر، لوب های جانبی تا ۷ سانتی متر طول و ۳ سانتی متر عرض
- ارتفاع در آکواریوم: ۲۰ تا ۳۰ سانتی متر

شرایط مناسب:
- دما: ۲۴ - ۲۷ درجه سانتی گراد
- pH: ۶٫۰ - ۸٫۰
- سختی آب: ۵ - ۱۲ dGH
- موقعیت در آکواریوم: وسط به پشت
- سرعت رشد معمولی: ۲ تا ۶ برگ در سال

آنوبیاس هاستیفولیا
- مترادف: آمائوریلا هاستیفولیا، آنوبیاس آئوریکولاته، آنوبیاس لائورنتی
- برگها: قلب بلند
- ساقه برگ: تا ۶۷ سانتی متر طول
- برگ: تا ۳۳ سانتی متر طول و ۱۴ سانتی متر عرض، لوب های جانبی تا ۲۶ سانتی متر طول و ۸ سانتی متر عرض
- ارتفاع در آکواریوم: ۳۰ تا ۵۰ سانتی متر

شرایط مناسب:
- دما: ۲۲ - ۲۷ درجه سانتی گراد
- pH: ۶٫۰ - ۸٫۰
- سختی آب: < ۲۰ dGH
- موقعیت در آکواریوم: وسط به پشت
- سرعت رشد معمولی: ۲ تا ۶ برگ در سال

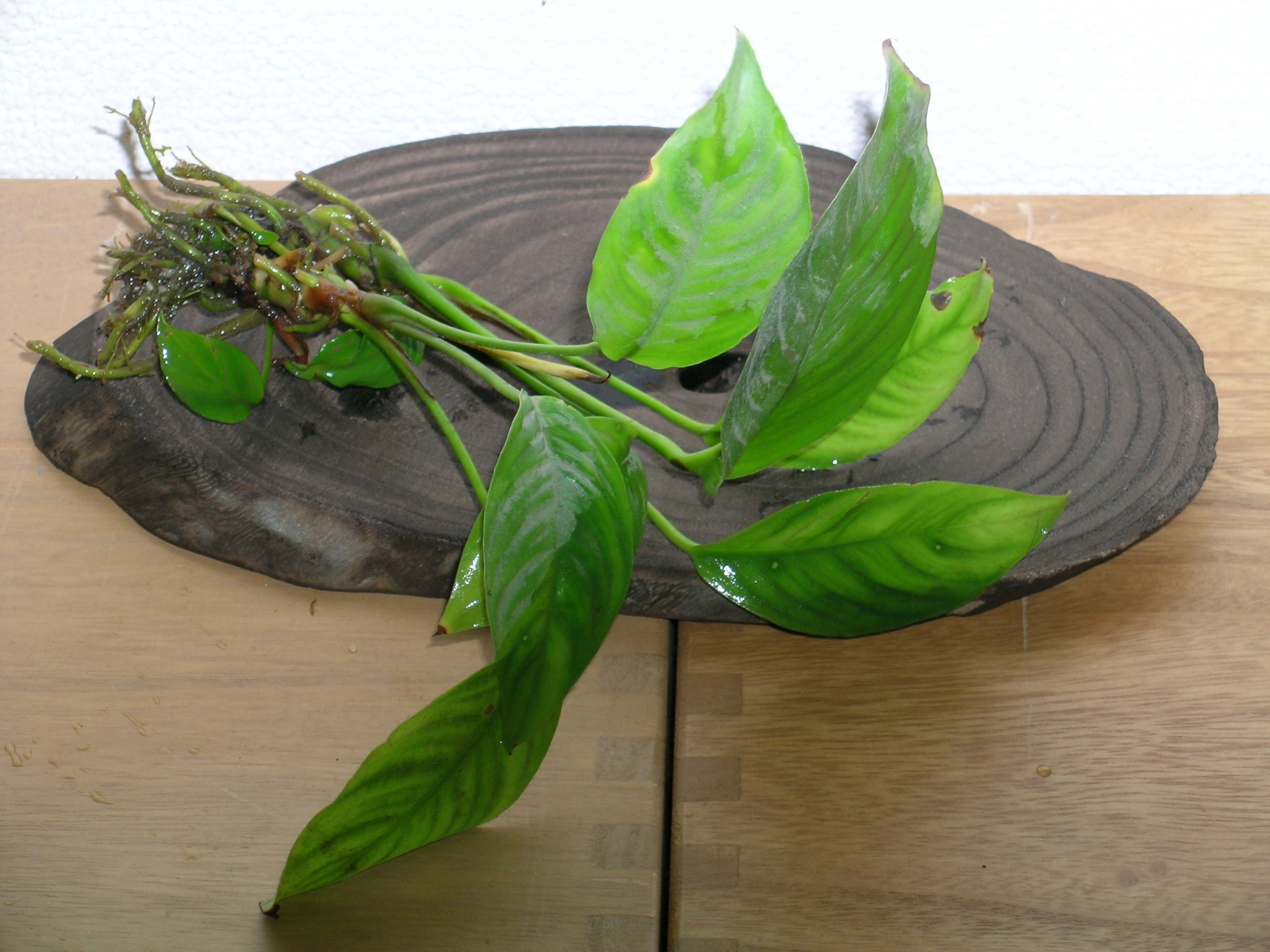
آنوبیاس هتروفیلا
- مترادف: آنوبیاس کونگنسین، آنوبیاس آندولاتا، آنوبیاس انگلری
- گونه های بسیار بزرگ، برای آکواریوم های بلند
- ساقه برگ: تا ۶۶ سانتی متر طول
- برگ: ۳۸ طول ۱۳ سانتی متر سانتی متر عرض، گاهی با لوب های پایه بسیار کوتاه
- ارتفاع در آکواریوم: ۲۵ تا ۶۰ سانتی متر

شرایط مناسب:
- دما: ۲۴ - ۲۷ درجه سانتی گراد
- pH: ۵٫۵ - ۸٫۰
- سختی آب: ۵ - ۱۲ dGH
- موقعیت در آکواریوم: پشت
- سرعت رشد معمولی: ۲ تا ۴ برگ در سال

آنوبیاس پینارتی
- ساقه برگ: تا ۴۵ سانتی متر
- برگ: تا ۲۹ سانتی متر طول و ۱۴ سانتی متر عرض

## همچنین ببینید
- گیاه آبزی
- لیست گونه های گیاهان آکواریومی آب شیرین

## مراجع
1. 1 2  Crusio, W. (1979). "A revision of Anubias Schott (Araceae). (Primitiae Africanae XII)". Mededelingen Landbouwhogeschool Wageningen. 79 (14): 1–48. Retrieved 2010-12-26.
2. ↑  Schott, H. (December 1857). "Aroideen Skizzen". Österreichisches Botanisches Wochenblatt (به آلمانی و لاتین). 7 (50): 398–399. doi:10.1007/BF02071618.
3. ↑  Crusio WE (1987). "Die Gattung Anubias SCHOTT (Araceae)". Aqua Planta (به آلمانی). Sonderheft (1): 1–44.